# Farmacontaminación
La farmacontaminación, también conocida como contaminación por productos farmacéuticos, se refiere a la presencia y liberación de productos químicos farmacéuticos y sus metabolitos en el medio ambiente. Estos productos químicos pueden incluir medicamentos de prescripción y venta libre, así como sus ingredientes activos y subproductos. Son contaminantes que han sido designados recientemente como "contaminantes de preocupación emergente". 

## Origen de la contaminación
La farmacontaminación se produce principalmente a través de la eliminación inadecuada de medicamentos, ya sea mediante su excreción en aguas residuales humanas o animales o mediante la disposición incorrecta de medicamentos vencidos. 
1. Creación humana y animal: Cuando las personas o los animales toman medicamentos, sus cuerpos metabolizan y excretan una parte de estos fármacos en la orina y las heces. Si estas aguas residuales no se tratan adecuadamente, los productos farmacéuticos pueden ingresar al sistema de agua.
2. Desechos de la industria farmacéutica: Las instalaciones de producción de medicamentos pueden liberar residuos químicos en el agua y el aire durante el proceso de fabricación, lo que también contribuye a la farmacontaminación.
3. Disposición inadecuada de medicamentos: La eliminación incorrecta de medicamentos vencidos o no utilizados, arrojándolos por el inodoro o tirándolos a la basura puede llevar a la liberación de productos farmacéuticos en el medio ambiente.

## Impacto ambiental
La farmacontaminación plantea preocupaciones ambientales y de salud pública, ya que estos productos químicos pueden afectar a los ecosistemas acuáticos y a la vida marina. Además, existe la preocupación de que la exposición continua a bajos niveles de productos farmacéuticos en el agua pueda contribuir al desarrollo de resistencia a los medicamentos en ciertas bacterias y microorganismos, lo que podría complicar el tratamiento de enfermedades infecciosas. 

### Consecuencias en los ecosistemas marinos
1. Alteración del comportamiento y la fisiología: algunos medicamentos pueden influir en los procesos hormonales de los organismos, lo que puede tener efectos perjudiciales en la reproducción y el crecimiento.
2. Toxicidad y mortalidad:La exposición a concentraciones elevadas de ciertos medicamentos puede causar enfermedades o incluso la muerte de organismos marinos, especialmente en especies más sensibles.
3. Bioacumulación: Los productos farmacéuticos pueden acumularse en la cadena alimentaria marina. Los organismos que se alimentan de otros organismos contaminados pueden acumular concentraciones más altas de fármacos en sus tejidos, lo que puede tener efectos perjudiciales en los depredadores superiores.
4. Cambios en la comunidad: Algunas especies pueden beneficiarse de la exposición a productos farmacéuticos, mientras que otras pueden sufrir desventajas competitivas, lo que puede cambiar la dinámica de las poblaciones y la biodiversidad en los ecosistemas.
5. Resistencia a los medicamentos: La exposición continua a bajos niveles de productos farmacéuticos puede contribuir al desarrollo de resistencia a los medicamentos en ciertos microorganismos marinos, lo que podría afectar negativamente la capacidad de tratar enfermedades en humanos y animales.
6. Cambios en la función del ecosistema: puede alterar la función de los ecosistemas marinos al afectar a las interacciones entre especies y los procesos biogeoquímicos. Esto podría influir en la producción primaria, la descomposición de la materia orgánica y otros aspectos clave del funcionamiento del ecosistema.
7. Efectos a largo plazo: Algunos medicamentos pueden persistir en el medio ambiente durante períodos prolongados, lo que significa que los impactos de la farmacontaminación pueden manifestarse a lo largo del tiempo y tener efectos acumulativos en los ecosistemas marinos.